# 1608

## Esdeveniments
Països Catalans
Resta del món
- Ús del telescopi
- Als Països Baixos s'usa per primer cop un xec
- Fundació de Quebec
- Fundació de la universitat d'Oviedo
- Fundació del Paraguai pels jesuïtes

## Naixements
Països Catalans
Resta del món
- 15 d'octubre - Faenza, Emília-Romanya (Itàlia): Evangelista Torricelli, físic i matemàtic italià (m. 1647).[1]
- 9 de desembre - Londres (Anglaterra): John Milton, poeta i assagista anglès, autor d'El paradís perdut (m. 1674).[2]
- Carmona: Alfonso de Sotomayor, 108è President de la Generalitat de Catalunya.

## Necrològiques
Països Catalans
- 24 de desembre - Barcelona: Àngela Margarida Prat, Àngela Serafina, religiosa catalana (m. 1543).

Resta del món
- 2 de novembre, Lleó: Bernat Català de Valleriola i Vives de Canyamars, poeta valencià, cavaller de l'Orde de Calatrava i president fundador de l'Acadèmia dels Nocturns (n. 1568).